# Operación Tayta
La Operación Territorial de Ayuda para el Tratamiento y Aislamiento frente al COVID-19 (Tayta) o simplemente como Operación Tayta, es una operación cívico-militar ejecutada por el gobierno del Perú desde el 1 de junio de 2020 para tamizar a las poblaciones más vulnerables a nivel nacional durante la pandemia de COVID-19.

## Descripción

### Organización
Tayta es liderada por el Ministerio de Salud, mediante equipos y personal sanitario, reciben apoyo por parte de las Fuerzas Armadas (Ministerio de Defensa) y la Policía Nacional (Ministerio del Interior). Todos forman parte del plan sanitario de Te Cuido Perú.

### Descentralización
La operación es coordinada con los gobiernos locales de los departamentos y provincias para poder llegar a las zonas de más difícil acceso.
Desde su inicio el 1 de junio, según el gobierno Tayta logró tamizar a  11,500 personas, encontrándose los puntos de más contagio fuera de Lima Metropolitana, los departamentos de: Piura, Arequipa, Ucayali, Áncash, Ica, San Martín, Junín, Lambayeque y Madre de Dios. Según el ministro de Defensa Walter Martos, Tayta forma parte de una nueva etapa para mitigar los casos positivos de COVID-19 que viene acompañado con la activación de las postas, centro de salud y la vigilancia sanitaria casa por casa.
El 20 de agosto de 2020, el nuevo ministro de Defensa Jorge Chávez Cresta informó que Tayta se expandirá como megaoperaciones Tayta:

Al maximizar y multiplicar estas megaoperaciones se va a asistir a nuestra población en los sectores donde hay una mayor incidencia de incremento o migración del virus.

## Estadísticas

### Balance de la estrategia a nivel nacional
| Fecha        | Intervenciones | Atenciones | Positivos | % de positivos | Ref.   |
| ------------ | -------------- | ---------- | --------- | -------------- | ------ |
| 9 jul. 2020  | Sin datos      | 11 527     | 4066      | 35.30%         | [ 4 ]  |
| 2 oct. 2020  | 262            | 236 053    | 74 851    | 31.71%         | [ 5 ]  |
| 20 oct. 2020 | 319            | 277 447    | 85 344    | 30.76%         | [ 6 ]  |
| 31 dic. 2020 | 403            | 315 833    | Sin datos | Sin datos      | [ 7 ]  |
| 12 ene. 2021 | 410            | 316 306    | Sin datos | Sin datos      | [ 8 ]  |
| 27 ene. 2021 | 423            | 320 345    | Sin datos | Sin datos      | [ 9 ]  |
| 9 feb. 2021  | 442            | 324 017    | Sin datos | Sin datos      | [ 10 ] |
| 23 feb. 2021 | 477            | 329 309    | Sin datos | Sin datos      | [ 11 ] |
| 2 mar. 2021  | 498            | 331 470    | Sin datos | Sin datos      | [ 12 ] |
| 9 mar. 2021  | 520            | 333 977    | Sin datos | Sin datos      | [ 13 ] |
| 30 mar. 2021 | 730            | 338 916    | 97 945    | 28.89%         | [ 14 ] |
| 27 abr. 2021 | 793            | 349 608    | 98 811    | 28.26%         | [ 15 ] |
| 11 may. 2021 | 835            | 349 277    | 99 517    | 28.49%         | [ 16 ] |
| 20 may. 2021 | 869            | 361 774    | 100 142   | 27.68%         | [ 1 ]  |

## Galería

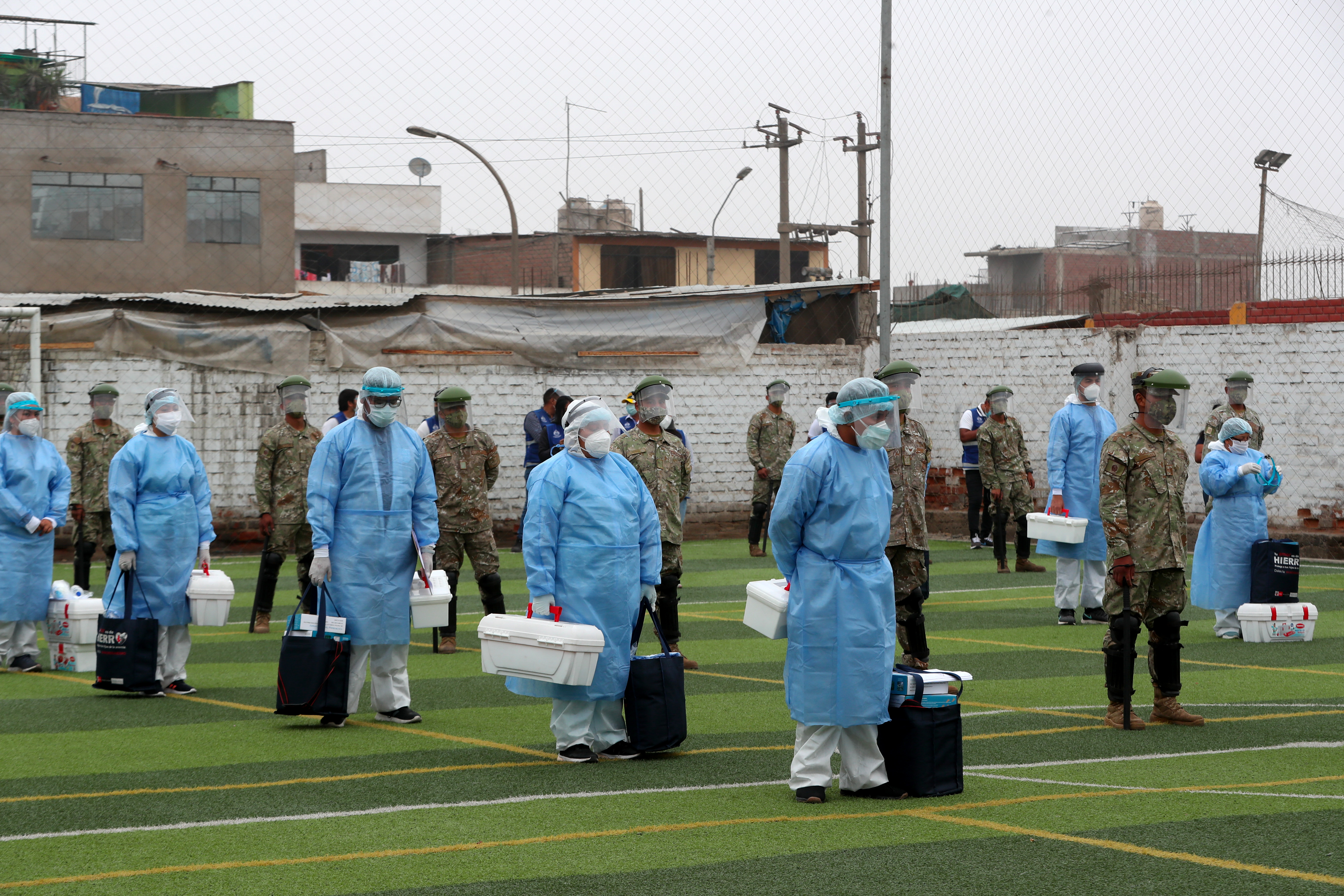
Despliegue de miembros del Ejército del Perú y brigadas del Ministerio de Salud durante la Operación Tayta en la Zona de Cruz de Motupe, San Juan de Lurigancho, Lima Metropolitana.
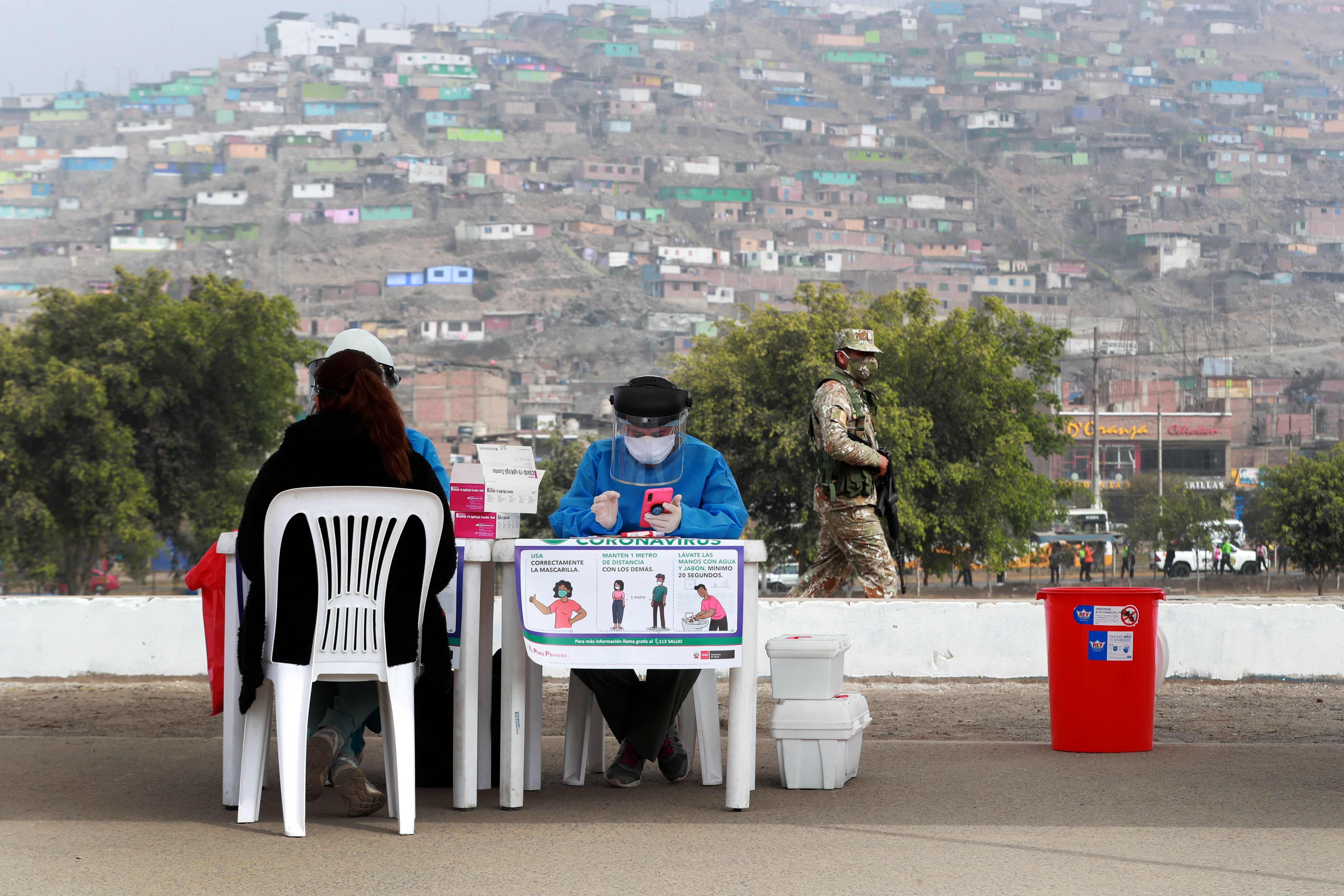
Ministerio de Defensa supervisa labor del Ministerio de Salud durante la Operación Tayta en San Juan de Lurigancho, Lima Metropolitana.
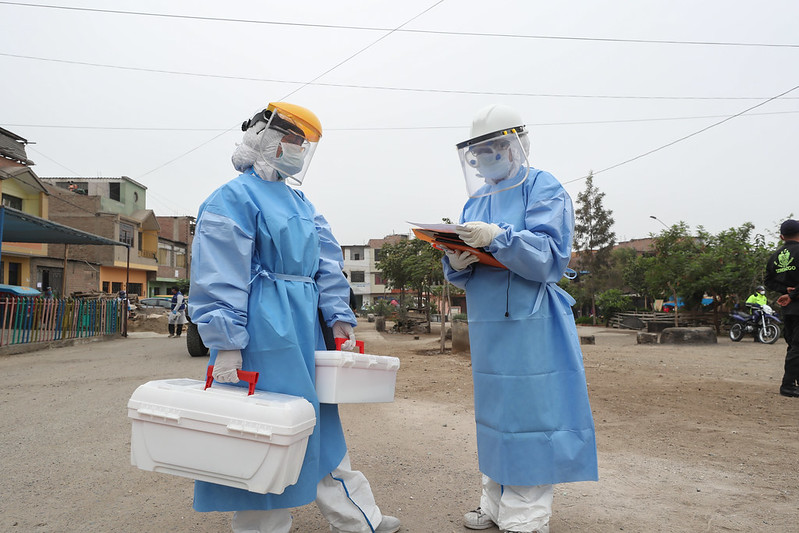
Brigadas del Ministerio de Salud durante la Operación Tayta en San Juan de Lurigancho, Lima Metropolitana.
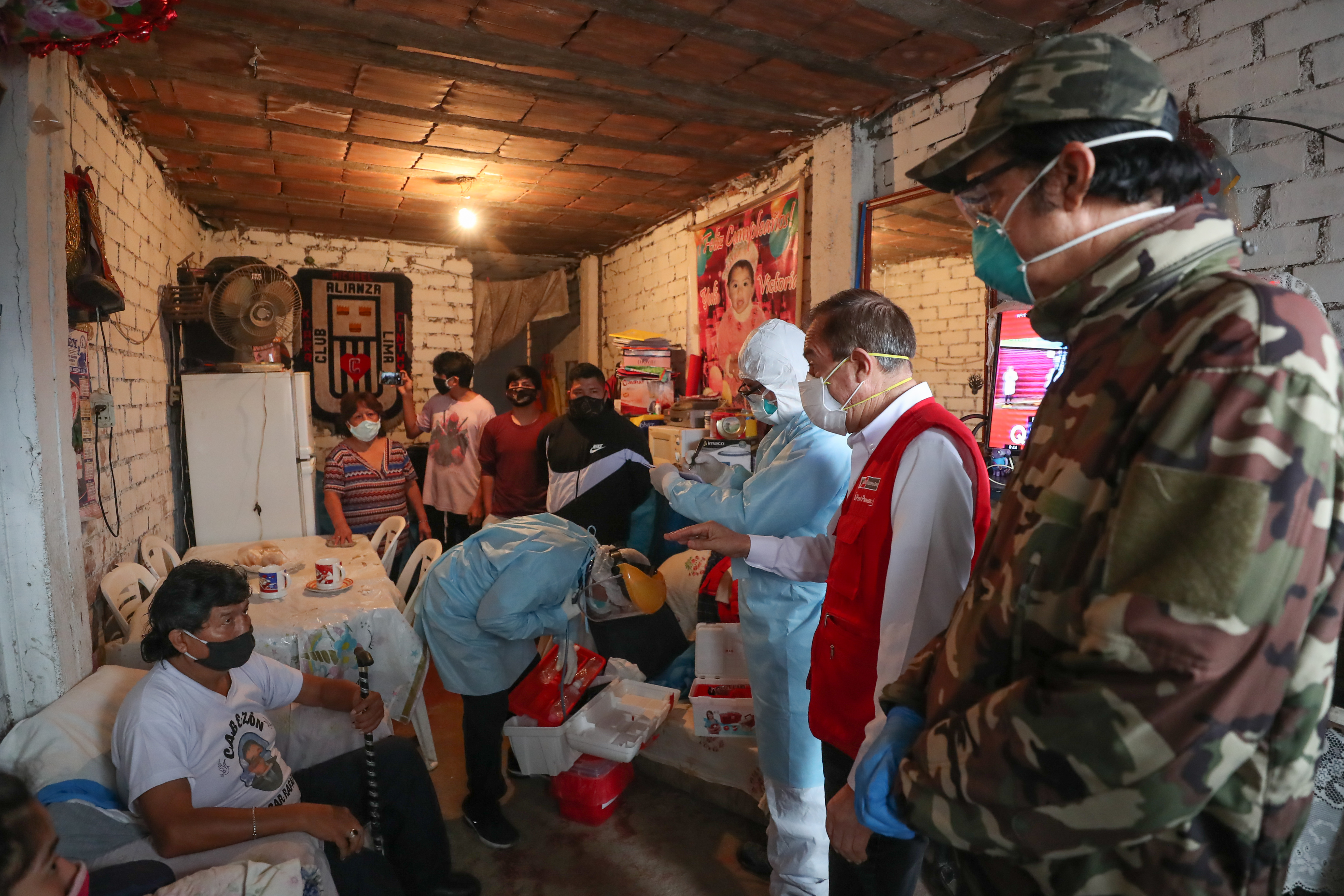
Ministro de Defensa Walter Martos supervisa labor del Ministerio de Salud durante la Operación Tayta en San Juan de Lurigancho, Lima Metropolitana.
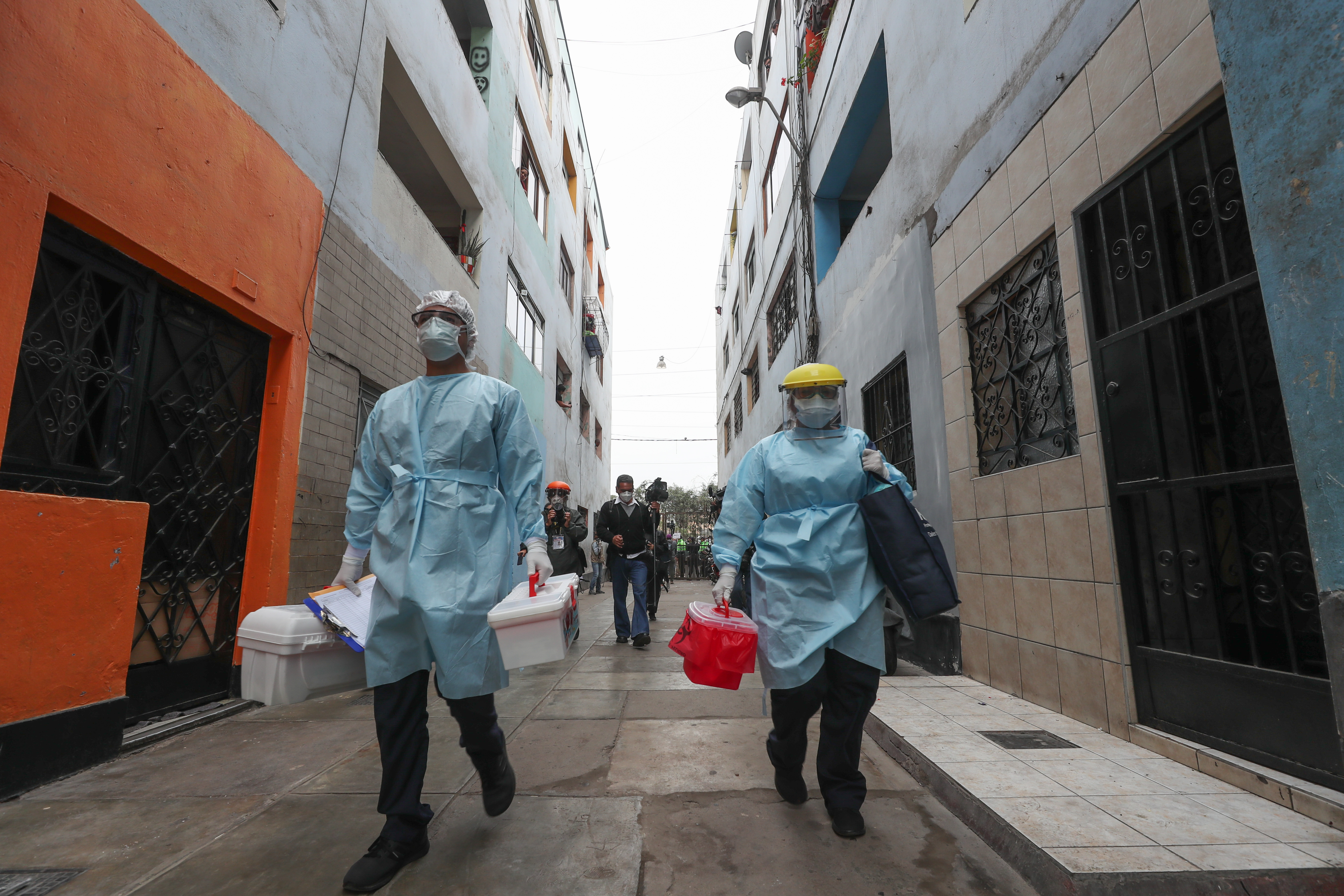
Ministerio de Defensa supervisa labor del Ministerio de Salud durante la Operación Tayta en La Victoria y Ventanilla, Lima Metropolitana.
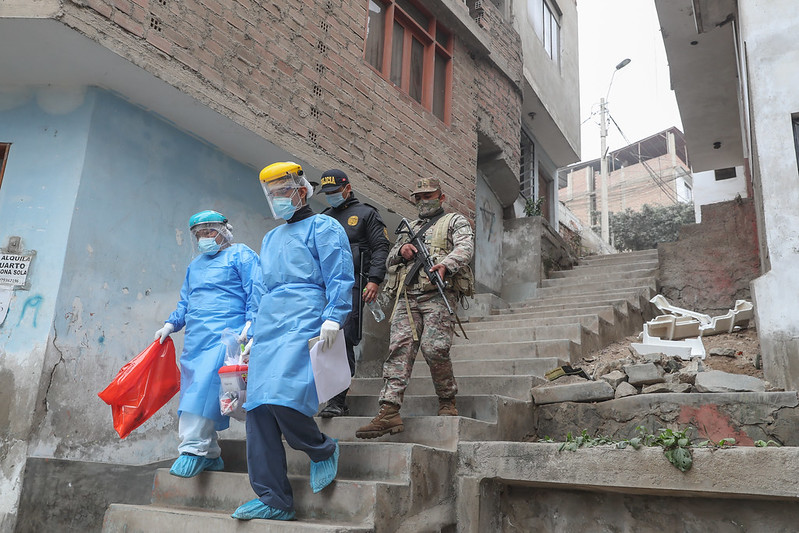
Miembros del Ejército del Perú acompañas a brigadas del Ministerio de Salud durante la Operación Tayta en el AA. HH. Inca Pachacútec en Villa María del Triunfo, Lima Metropolitana.
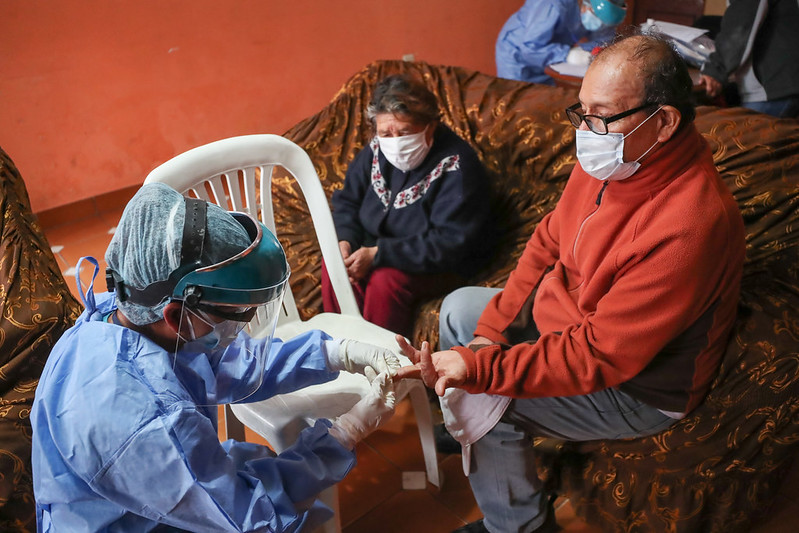
Brigadas del Ministerio de Salud realizan prueba de COVID-19 a pareja de adultos mayores durante la Operación Tayta en Villa María del Triunfo, Lima Metropolitana.
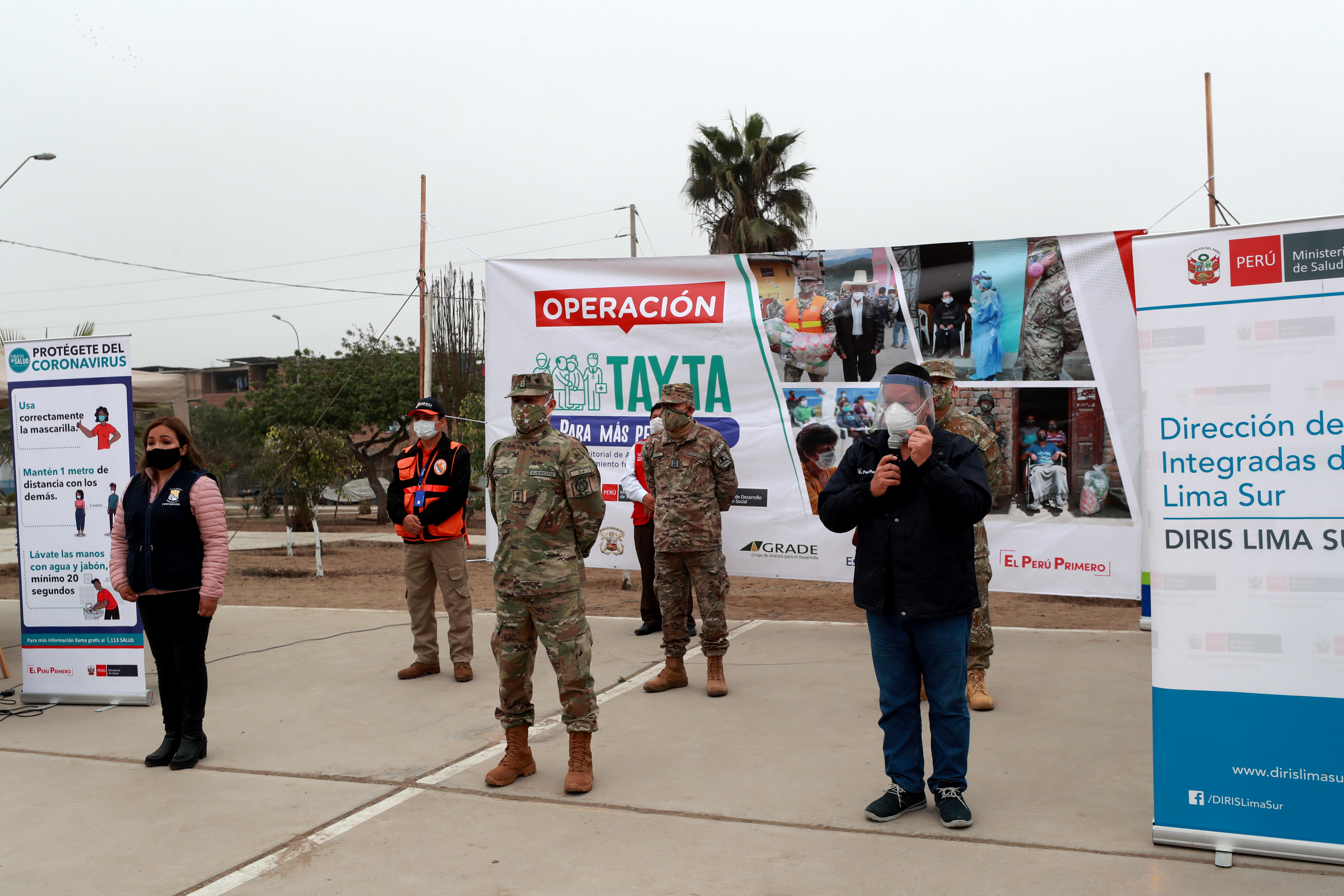
Inicio de la quinta Operación Tayta en Villa El Salvador, Lima Metropolitana.
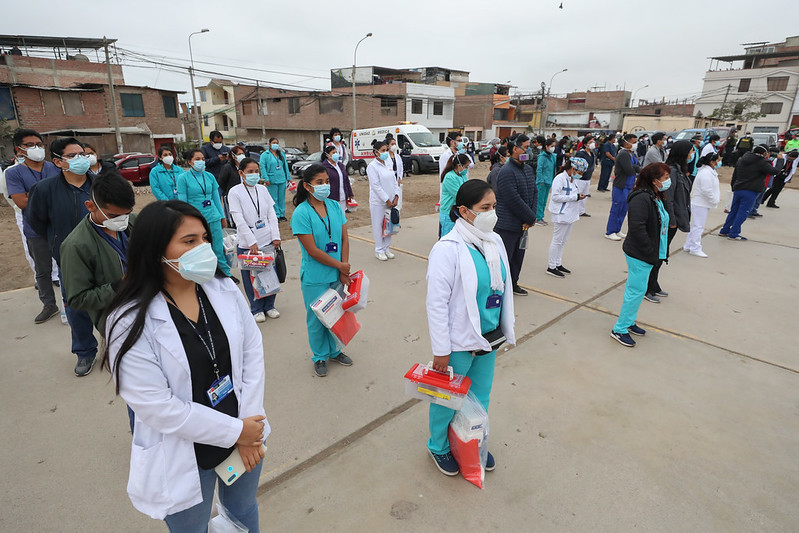
Despliegue de miembros del Ejército del Perú y brigadas del Ministerio de Salud durante la Operación Tayta en Villa El Salvador, Lima Metropolitana.
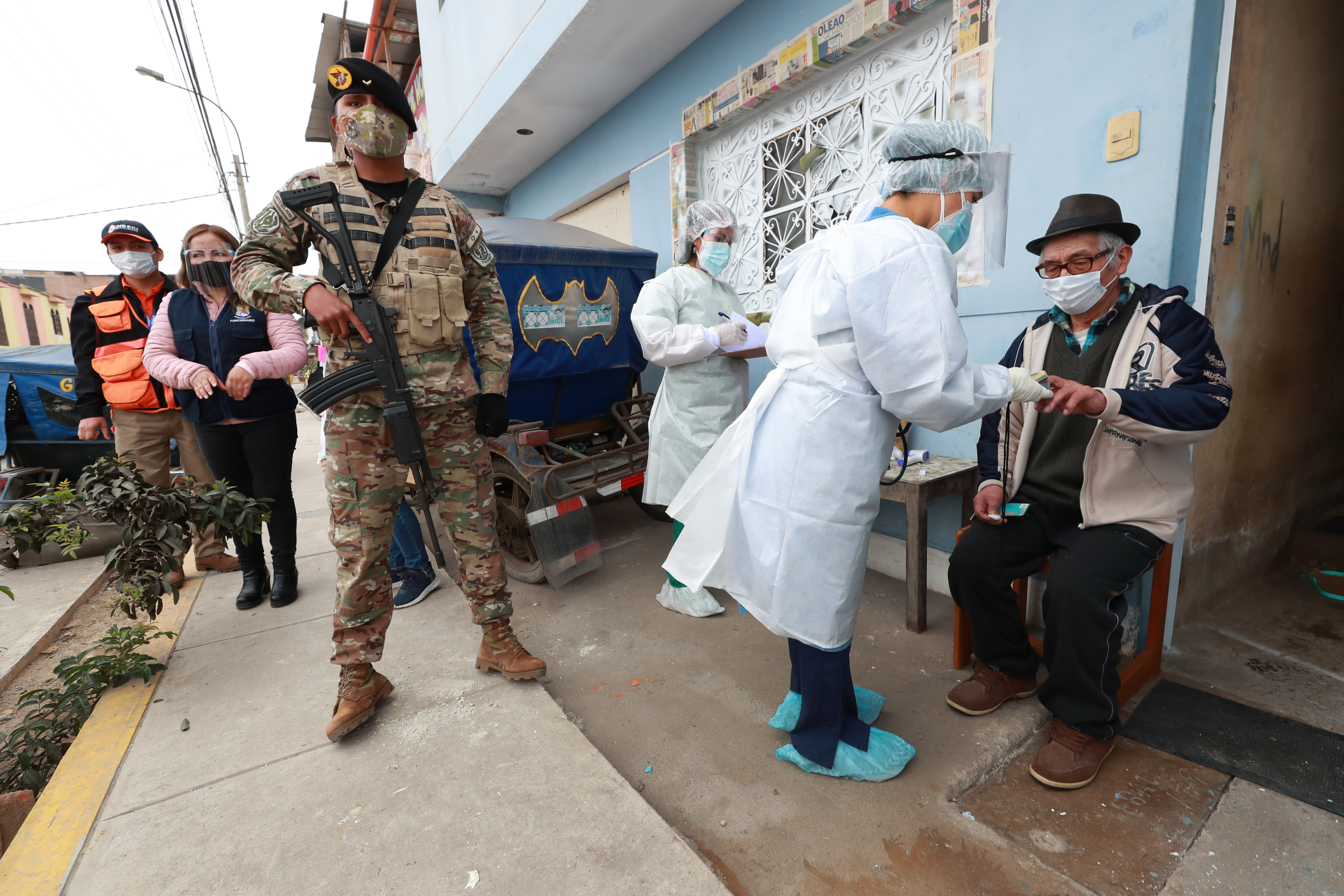
Miembros del Ejército del Perú respaldan a las brigadas del Ministerio de Salud durante la quinta Operación Tayta en Villa El Salvador, Lima Metropolitana.
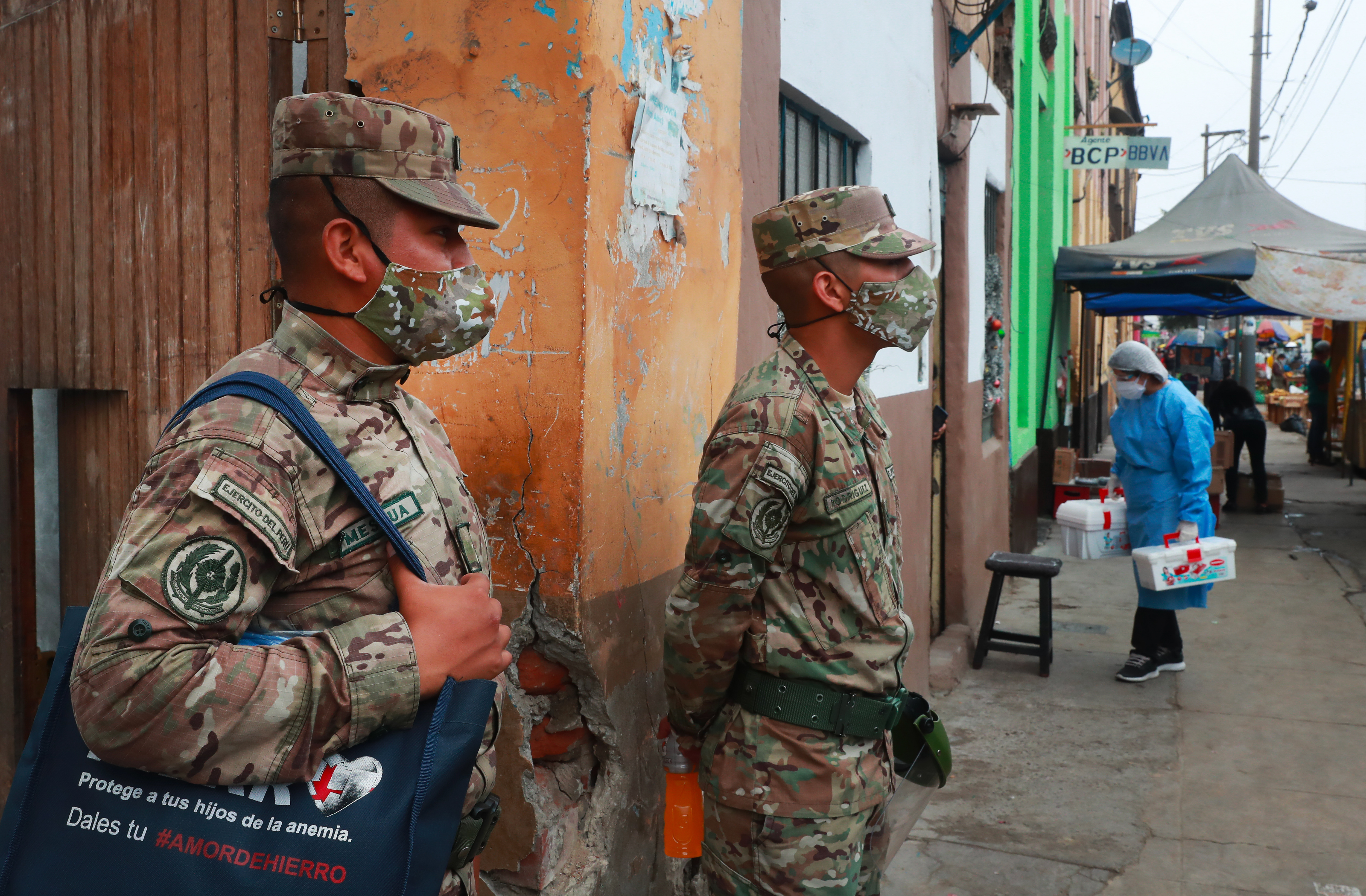
Miembros del Ejército del Perú respaldan a las brigadas del Ministerio de Salud durante la Operación Tayta en Barrios Altos, Lima Metropolitana.
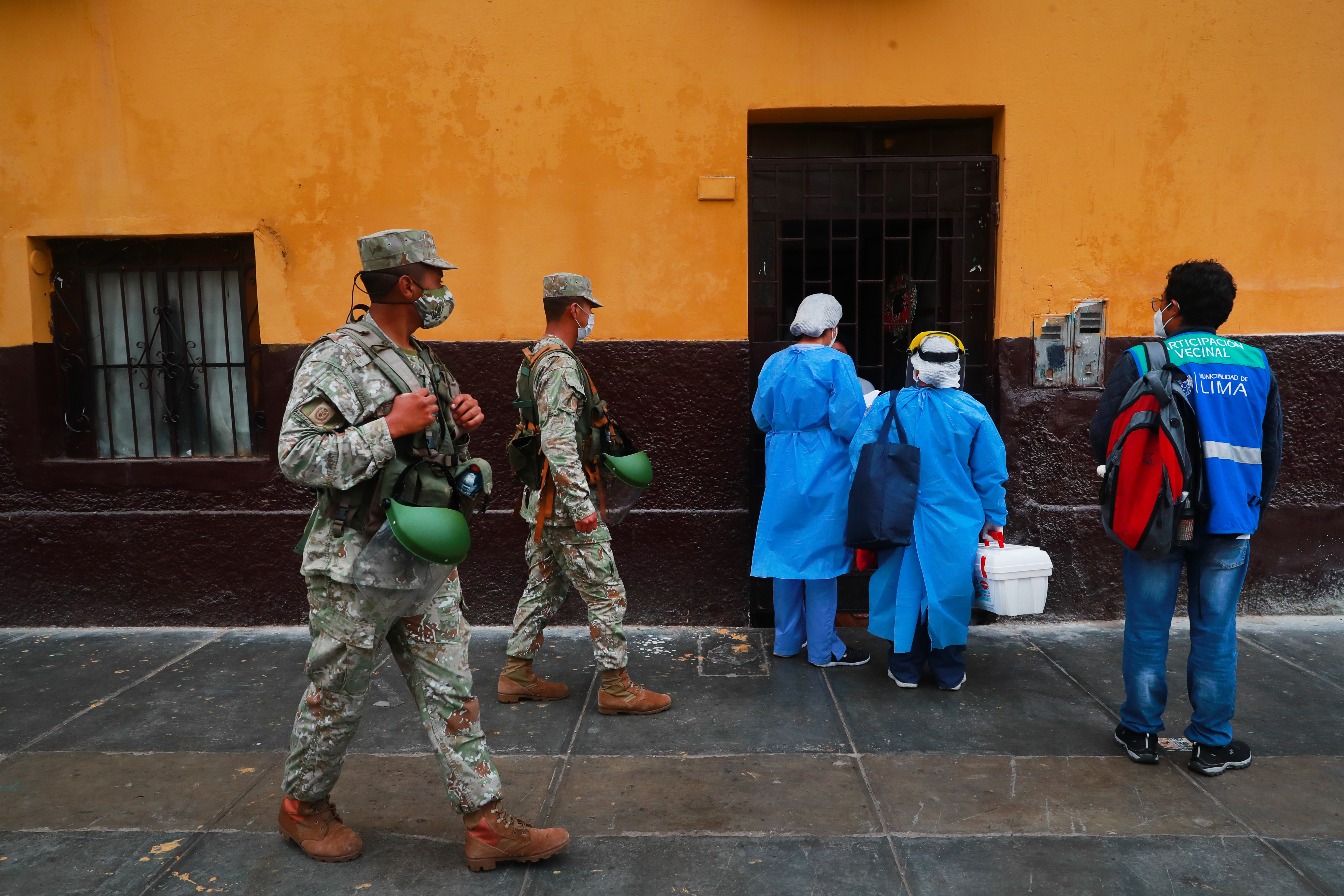
Miembros del Ejército del Perú respaldan a las brigadas del Ministerio de Salud durante la Operación Tayta en Barrios Altos, Lima Metropolitana.
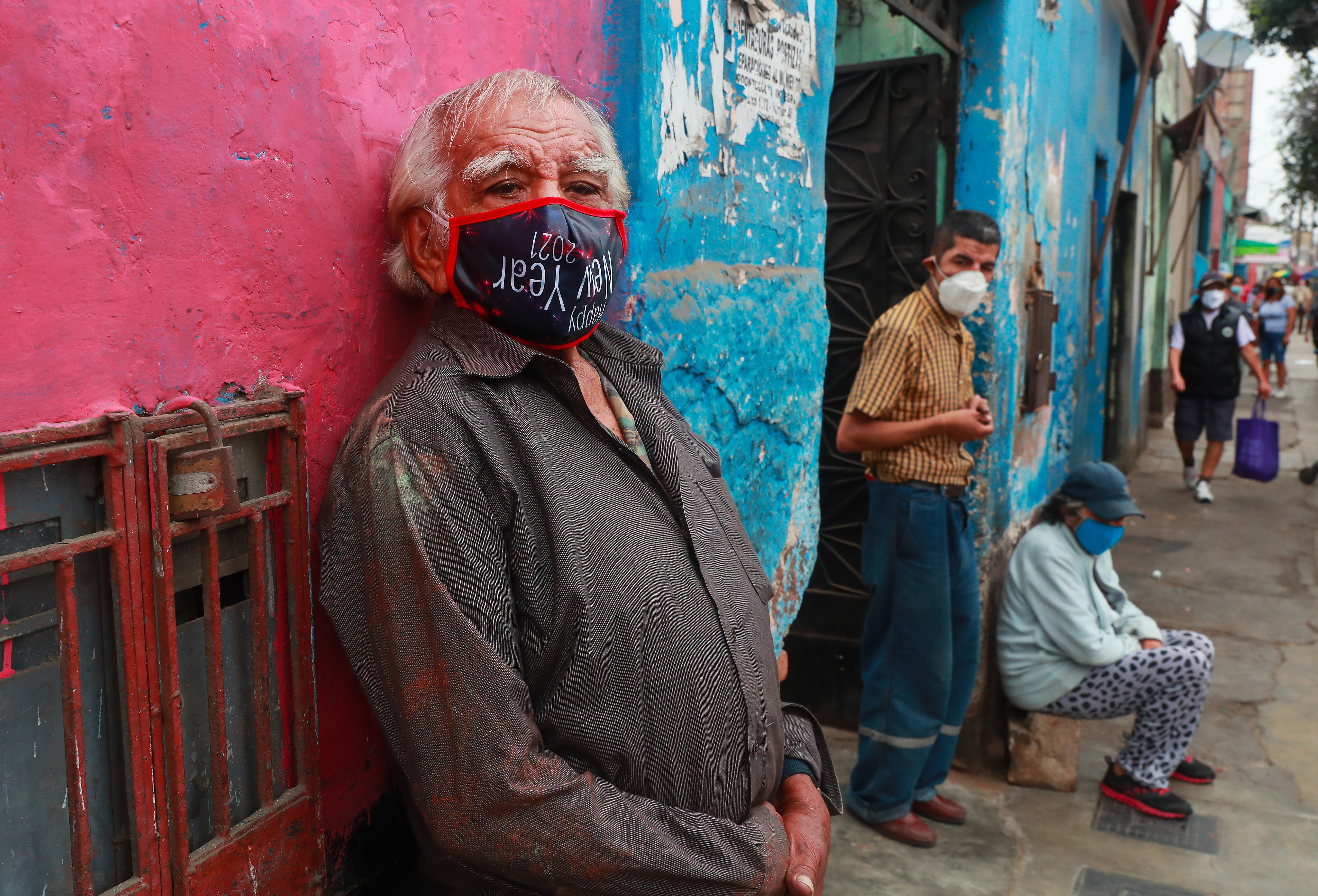
Población de escasos recursos son evaluados durante la Operación Tayta en Barrios Altos, Lima Metropolitana.
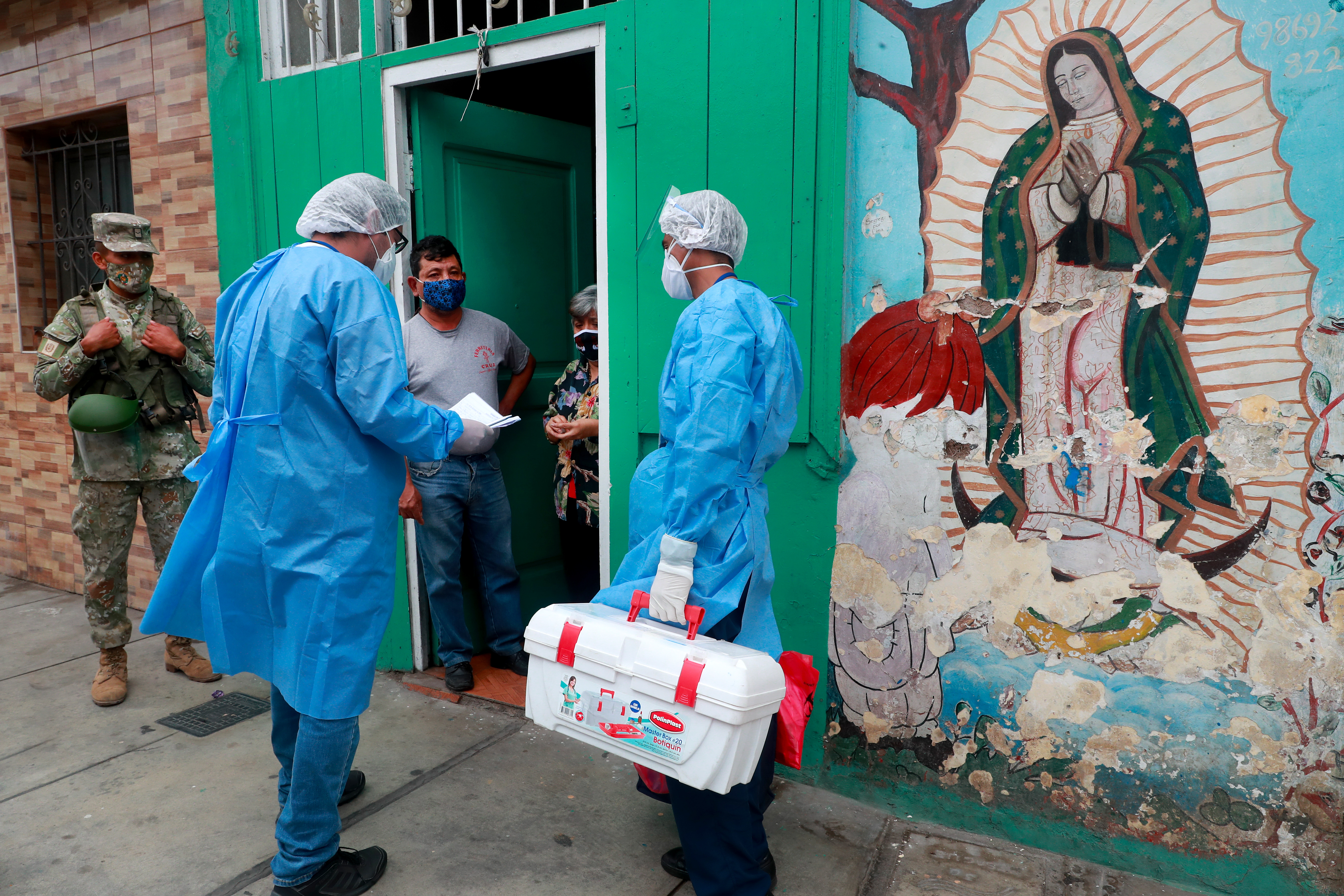
Miembros del Ejército del Perú respaldan a las brigadas del Ministerio de Salud durante la Operación Tayta en Barrios Altos, Lima Metropolitana.
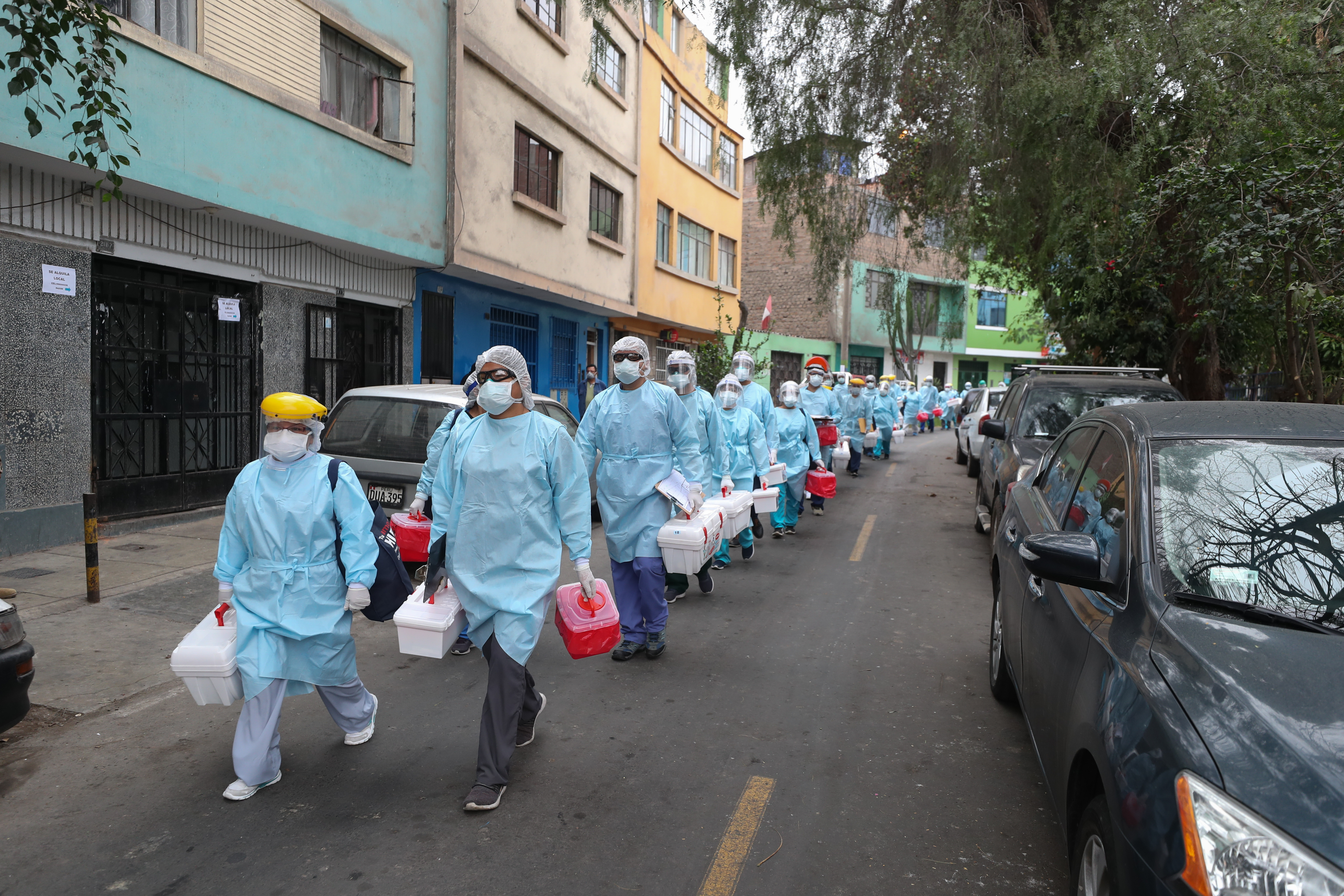
Ministerio de Defensa supervisa labor del Ministerio de Salud durante la Operación Tayta en San Luis, Lima Metropolitana.
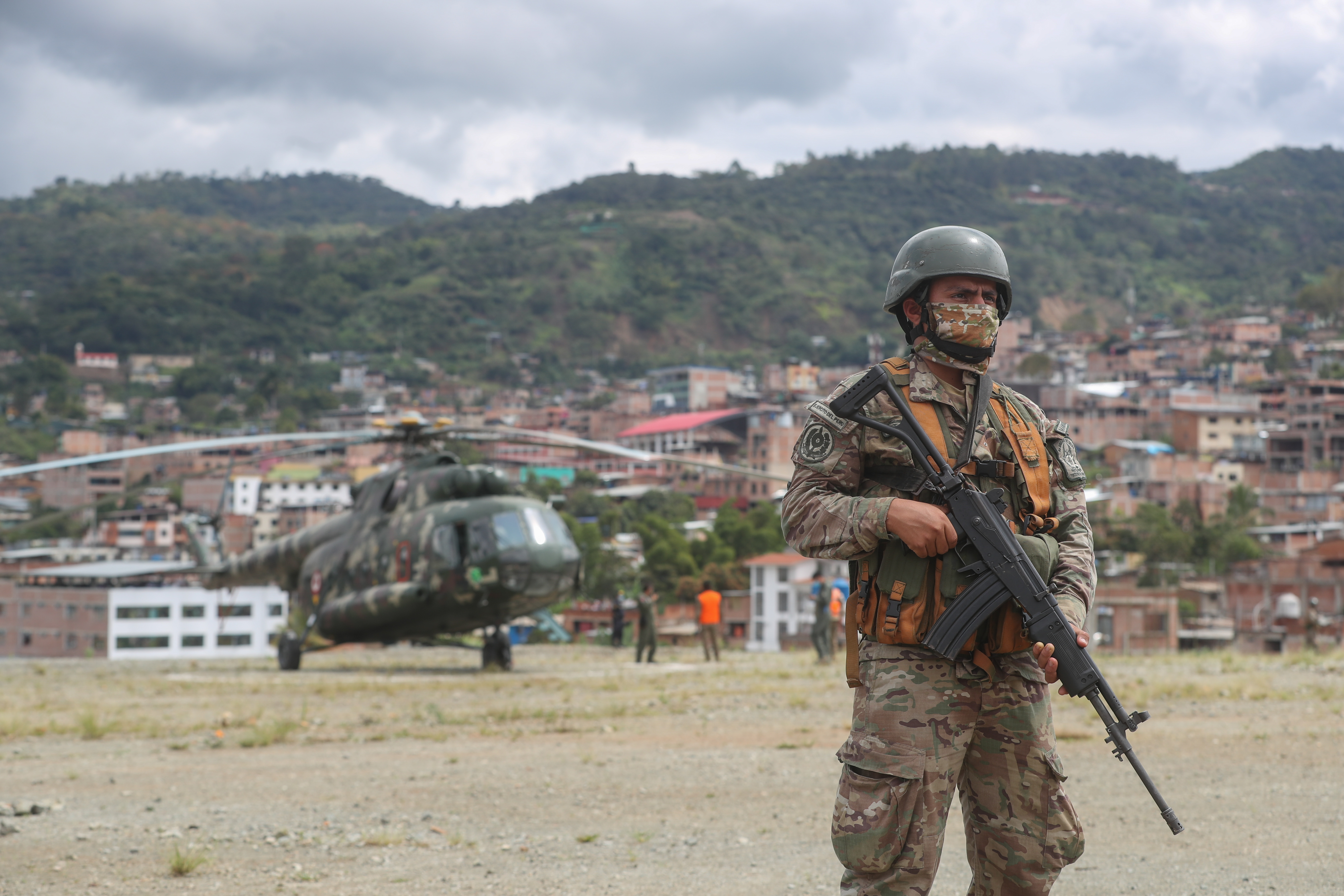
Ejército del Perú resguardan el orden durante la Operación Tayta en San Ignacio de la Frontera, Cajamarca.
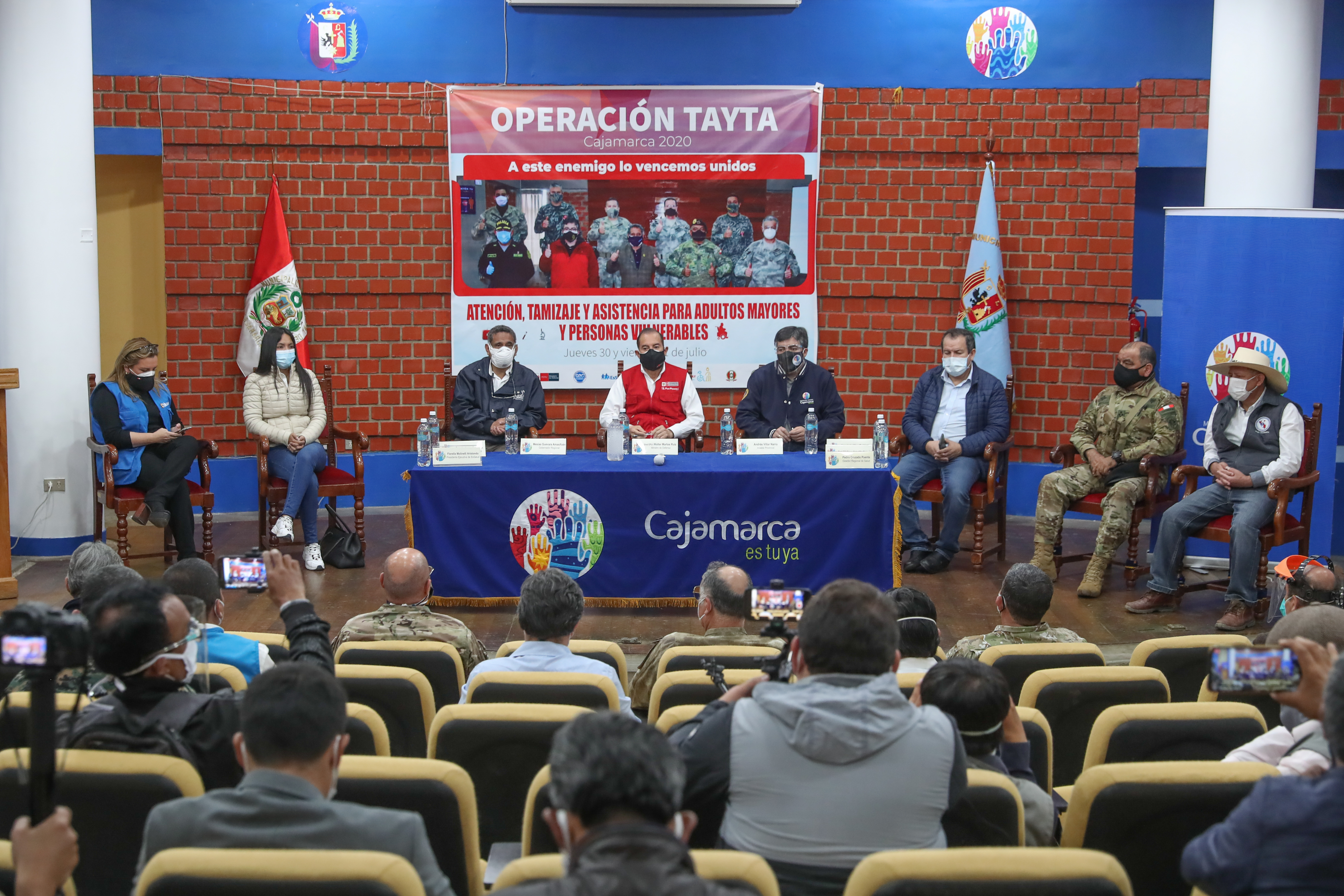
Ministro de Defensa Walter Martos en compañía de autoridades regionales organizan inicio de la Operación Tayta en San Ignacio de la Frontera, Cajamarca.
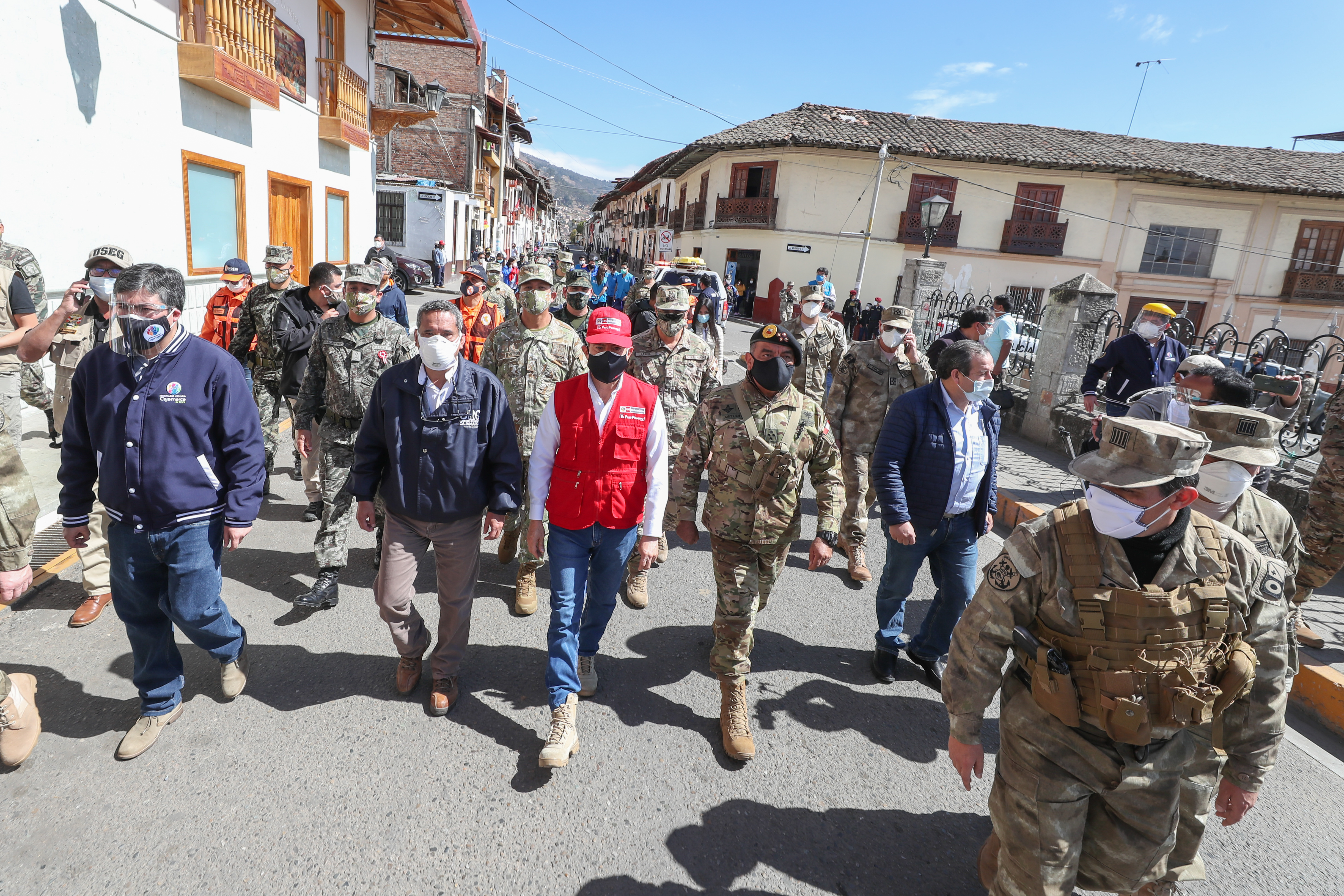
Ministro de Defensa Walter Martos supervisa labor del Ministerio de Salud durante la Operación Tayta en San Ignacio de la Frontera, Cajamarca.
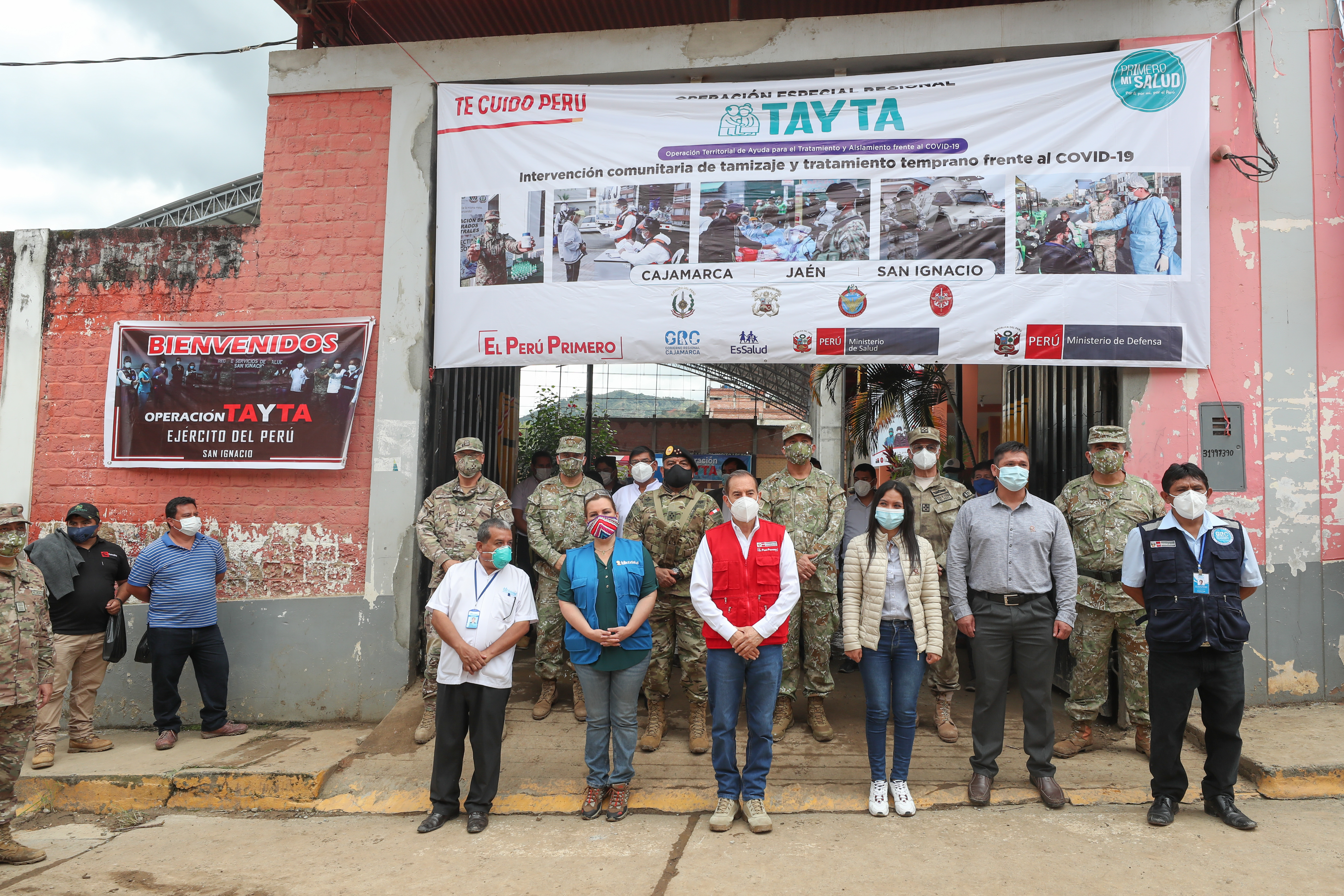
Ministro de Defensa Walter Martos supervisa labor del Ministerio de Salud durante la Operación Tayta en San Ignacio de la Frontera, Cajamarca.
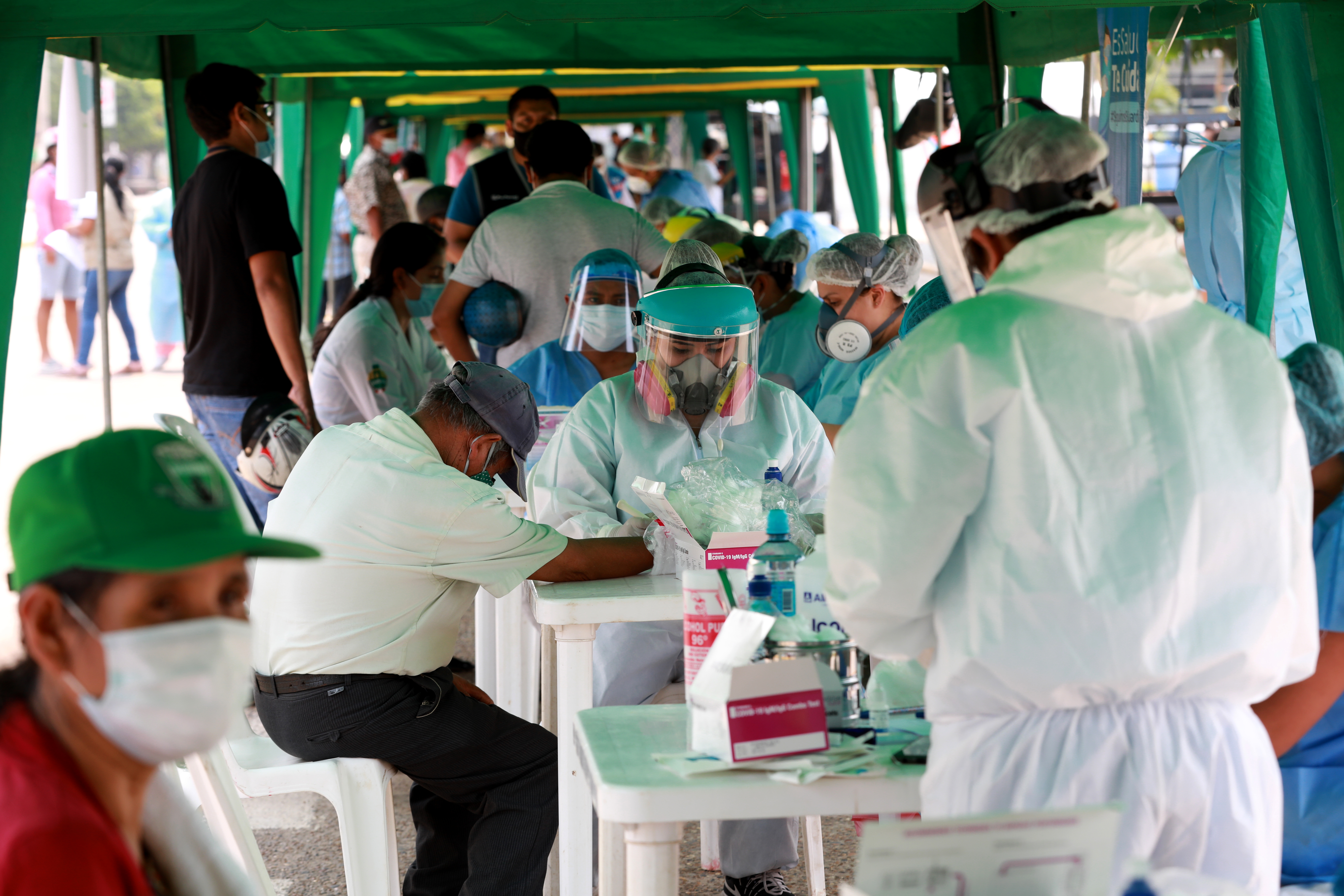
Ministro de Defensa Jorge Chávez supervisa labor del Ministerio de Salud durante la Operación Tayta en Puerto Maldonado, Madre de Dios.